# Natalia Ilienko
Natalia Ilienko (Alma Ata (hoy Almatý), Kazajistán, 26 de marzo de 1967) es una gimnasta artística soviética que consiguió ser campeona mundial en 1981 en la prueba de suelo, además de en otras dos ocasiones, campeona del mundo en el concurso por equipos.

## 1981
En el Mundial de Moscú 1981 gana el oro en suelo, por delante de su compatriota la soviética Elena Davydova (plata) y de la búlgara Zoja Grantcharova (bronce); además consigue el oro por equipos, por delante de China y Alemania del Este.

## 1983
En el Mundial de Budapest 1983 gana el oro en el concurso por equipos, por delante de Rumania y Alemania del Este, siendo sus compañeras Natalia Yurchenko, Tatiana Frolova, Olga Mostepanova, Olga Bicherova y Albina Shishova.